# Hylettus alboplagiatus
Hylettus alboplagiatus là một loài bọ cánh cứng trong họ Cerambycidae.